# Limonest
Limonest és un municipi francès, situat a la metròpoli de Lió i a la regió de Alvèrnia - Roine-Alps. L'any 2007 tenia 3.011 habitants.

## Demografia

### Població
El 2007 la població de fet de Limonest era de 3.011 persones. Hi havia 1.032 famílies de les quals 234 eren unipersonals (109 homes vivint sols i 125 dones vivint soles), 294 parelles sense fills, 408 parelles amb fills i 96 famílies monoparentals amb fills.
La població ha evolucionat segons el següent gràfic:
Habitants censats

### Habitatges
El 2007 hi havia 1.124 habitatges, 1.045 eren l'habitatge principal de la família, 38 eren segones residències i 41 estaven desocupats. 820 eren cases i 299 eren apartaments. Dels 1.045 habitatges principals, 729 estaven ocupats pels seus propietaris, 273 estaven llogats i ocupats pels llogaters i 43 estaven cedits a títol gratuït; 18 tenien una cambra, 71 en tenien dues, 137 en tenien tres, 231 en tenien quatre i 588 en tenien cinc o més. 833 habitatges disposaven pel capbaix d'una plaça de pàrquing. A 411 habitatges hi havia un automòbil i a 559 n'hi havia dos o més.

### Piràmide de població
La piràmide de població per edats i sexe el 2009 era:
| Homes | Edats   | Dones |
| ----- | ------- | ----- |
| 4     | 95 o +  | 0     |
| 12    | 90 a 94 | 24    |
| 16    | 85 a 89 | 48    |
| 16    | 80 a 84 | 48    |
| 28    | 75 a 79 | 44    |
| 60    | 70 a 74 | 56    |
| 72    | 65 a 69 | 80    |
| 40    | 60 a 64 | 80    |
| 88    | 55 a 59 | 60    |
| 128   | 50 a 54 | 104   |
| 92    | 45 a 49 | 148   |
| 72    | 40 a 44 | 88    |
| 84    | 35 a 39 | 76    |
| 80    | 30 a 34 | 64    |
| 64    | 25 a 29 | 76    |
| 76    | 20 a 24 | 124   |
| 96    | 15 a 19 | 88    |
| 88    | 10 a 14 | 88    |
| 84    | 5 a 9   | 88    |
| 76    | 0 a 4   | 88    |

## Economia
El 2007 la població en edat de treballar era de 1.855 persones, 1.245 eren actives i 610 eren inactives. De les 1.245 persones actives 1.159 estaven ocupades (626 homes i 533 dones) i 86 estaven aturades (42 homes i 44 dones). De les 610 persones inactives 117 estaven jubilades, 334 estaven estudiant i 159 estaven classificades com a «altres inactius».

### Ingressos
El 2009 a Limonest hi havia 1.032 unitats fiscals que integraven 2.797 persones, la mediana anual d'ingressos fiscals per persona era de 27.546 €.

### Activitats econòmiques
Dels 551 establiments que hi havia el 2007, 2 eren d'empreses extractives, 3 d'empreses alimentàries, 4 d'empreses de fabricació de material elèctric, 13 d'empreses de fabricació d'altres productes industrials, 30 d'empreses de construcció, 148 d'empreses de comerç i reparació d'automòbils, 9 d'empreses de transport, 19 d'empreses d'hostatgeria i restauració, 50 d'empreses d'informació i comunicació, 57 d'empreses financeres, 27 d'empreses immobiliàries, 127 d'empreses de serveis, 46 d'entitats de l'administració pública i 16 d'empreses classificades com a «altres activitats de serveis».
Dels 62 establiments de servei als particulars que hi havia el 2009, 1 era una gendarmeria, 1 oficina de correu, 6 oficines bancàries, 1 funerària, 2 tallers de reparació d'automòbils i de material agrícola, 1 autoescola, 5 paletes, 8 guixaires pintors, 2 fusteries, 3 lampisteries, 2 electricistes, 4 perruqueries, 2 veterinaris, 1 agència de treball temporal, 13 restaurants, 6 agències immobiliàries, 1 tintoreria i 3 salons de bellesa.
Dels 42 establiments comercials que hi havia el 2009, 2 eren grans superfícies de material de bricolatge, 1 una botiga de menys de 120 m², 3 fleques, 1 una carnisseria, 1 una botiga de congelats, 1 una llibreria, 3 botigues de roba, 4 botigues d'equipament de la llar, 2 sabateries, 3 botigues d'electrodomèstics, 10 botigues de mobles, 8 botigues de material esportiu, 1 una botiga de material de revestiment de parets i terra i 2 floristeries.
L'any 2000 a Limonest hi havia 12 explotacions agrícoles que ocupaven un total de 182 hectàrees.

## Equipaments sanitaris i escolars
L'únic equipament sanitari que hi havia el 2009 era una farmàcia.
El 2009 hi havia 1 escola maternal i 2 escoles elementals. Limonest disposava d'un liceu tecnològic amb 139 alumnes.
Limonest disposava de 2 centres de formació no universitària superior d'altra formació.

## Fills il·lustres
- Eugène Jerome Lorrain (1856-[...?]) cantant d'òpera.

## Poblacions més properes
El següent diagrama mostra les poblacions més properes.